# Spodnie w kant
Spodnie w kant – rodzaj spodni dostosowany do przechowywania w stanie złożonym zajmującym jak najmniej miejsca.

## Przechowywanie
Za czasów angielskiego księcia Walii (późniejszy król Jerzy V) kanty na nogawkach zaprasowano, aby ułatwić przechowywanie spodni w angielskich sklepach konfekcyjnych.

## Szczegóły
Kant jest elementem charakterystycznym męskich spodni garniturowych. Jego obecność optycznie wyszczupla sylwetkę i nadaje spodniom elegancji. Trzeba jednak dbać, aby spodnie miały tylko jeden kant – zrobienie drugiego, np. podczas prasowania jest stylistycznym faux pas.

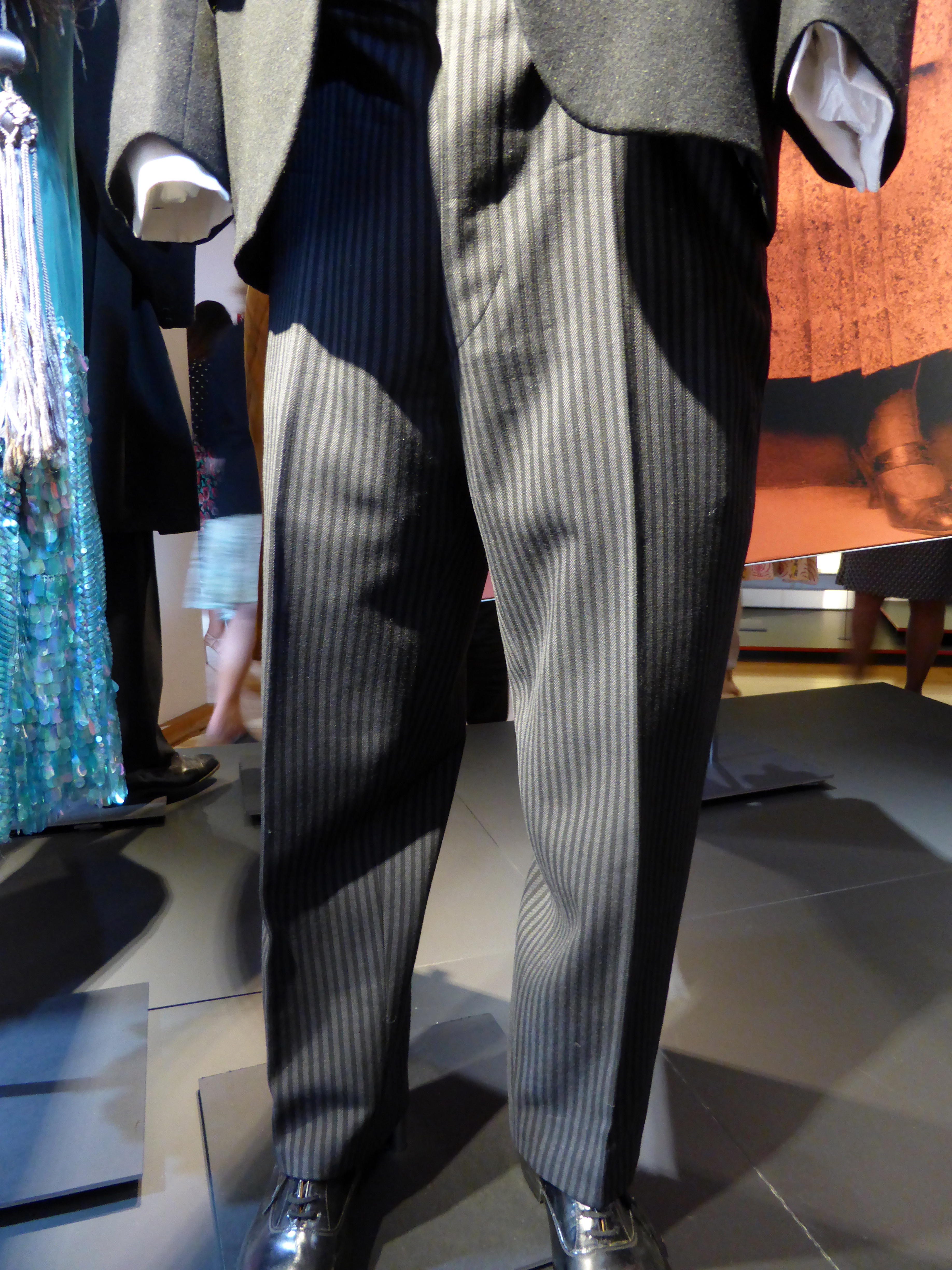
Spodnie w kant.

Spodnie męskie garniturowe posiadają także kieszenie. Te podstawowe znajdują się z przodu, zarówno po lewej, jak i prawej stronie spodni, mają skośny kształt i sięgają bocznego szwu nogawek. Na jednej z tych kieszeni, zazwyczaj po prawej stronie, może znajdować się mała kieszonka nazywana bilonówką, która niekiedy jest też osłonięta patką. Niektóre modele spodni garniturowych posiadają również kieszenie tylne, zwykle proste i niezbyt głębokie.

## Nazewnictwo
Można zamiennie używać nazw „męskie spodnie garniturowe”, „spodnie w kant” i „spodnie męskie klasyczne”, ponieważ wszystkie odnoszą się do podobnych rodzajów spodni, które są odpowiednie na formalne okazje i reprezentują klasyczny, elegancki styl. Terminologia może być zmienna w zależności od regionu lub kontekstu, ale w większości przypadków powyższe nazwy są akceptowane i rozumiane jako synonimy.